# Arrondissement d'Habelschwerdt

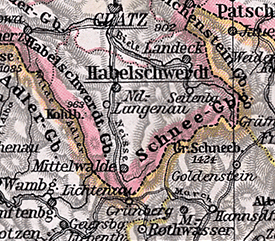
Arrondissement d'Habelschwerdt, 1905

L'arrondissement d'Habelschwerdt est un arrondissement prussien de Silésie qui existe de 1818 à 1945. Son chef-lieu est la ville d'Habelschwerdt. Aujourd'hui, le territoire de l'ancien arrondissement, qui s'avance en Bohême comme une péninsule, appartient au powiat polonais de Kłodzko dans la voïvodie polonaise du sud-ouest de Basse-Silésie.

## Géographie

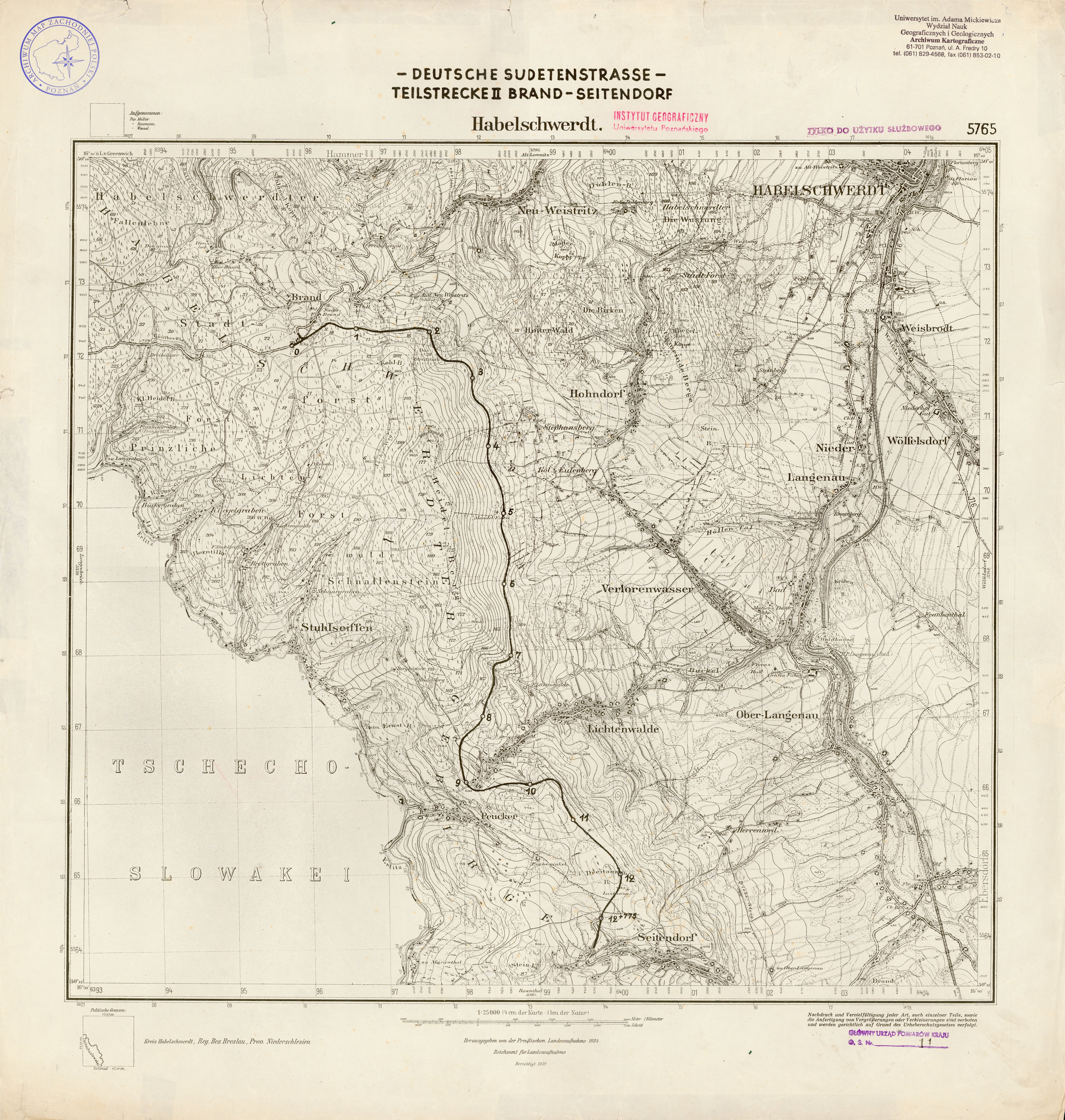
Route allemande des Sudètes, tronçon Brand–Seitendorf, 1919

L'arrondissement correspond à peu près à la moitié sud-est de l'ancien comté de Glatz et a une latitude géographique de 50,1° - 50,3° et une longitude de 16½° - 17°. Avec l'ancien arrondissement de Glatz au nord, il forme le bassin de Glatz (de) dans le sud-ouest de la Silésie, qui est entouré de chaînes de montagnes basses :
- Monts des Hiboux
- Monts d'Or (de)
- Monts Śnieżnik
- Monts de Bialskie (de)
- Montagnes de l'Aigle
- Monts de Bystrzyckie (de)
- Monts Tabulaires

La Neisse de Glatz prend sa source à la frontière sud de l'arrondissement, à Eschenberg près de Thanndorf dans les Monts enneigées de Glatz, une partie des Sudètes. Elle traverse l'arrondissement en direction du nord vers la ville de Glatz et se jette dans l'Oder près d'Oppeln.

## Histoire
Le 24 janvier 1818, le nouveau arrondissement d'Habelschwerdt est formé dans le district de Reichenbach de la province prussienne de Silésie à partir des districts d'Habelschwerdt et de Landeck de l'arrondissement de Glatz. Avec la dissolution du district de Reichenbach, l'arrondissement d'Habelschwerdt rejoint le 1er mai 1820 le district de Breslau.
Le 8 novembre 1919, la province de Silésie est dissoute. La nouvelle province de Basse-Silésie est formée à partir des districts de Breslau et Liegnitz. Le 30 septembre 1929, presque tous les districts de domaine de l'État libre de Prusse sont dissous et attribués aux communes voisines.
Le 1er octobre 1932, la commune de Neu Wilmsdorf (de) est transférée de l'arrondissement d'Habelschwerdt à l'arrondissement de Glatz.
Le 1er avril 1938, les provinces prussiennes de Basse-Silésie et de Haute-Silésie fusionnent pour former la nouvelle province de Silésie. Le 18 janvier 1941, la province de Silésie est dissoute. La nouvelle province de Basse-Silésie est formée à partir des districts de Breslau et Liegnitz.
Au printemps 1945, l'arrondissement est occupé par l'Armée rouge. À l'été 1945, il est placé sous administration polonaise par les forces d'occupation soviétiques conformément à l'Accord de Potsdam (de). La majorité de la population allemande qui n'a pas fui auparavant est ensuite expulsée. Les migrants réinstallés viennent en partie de zones à l'est de la ligne Curzon qui sont annexées par l'Union soviétique.

## Évolution de la démographie
| Année | Habitants | Source |
| ----- | --------- | ------ |
| 1819  | 38 935    | [ 2 ]  |
| 1846  | 49.007    | [ 3 ]  |
| 1871  | 58 720    | [ 4 ]  |
| 1885  | 60 954    | [ 5 ]  |
| 1900  | 58 332    | [ 6 ]  |
| 1910  | 56 939    | [ 6 ]  |
| 1925  | 56 637    | [ 7 ]  |
| 1939  | 55 672    | [ 7 ]  |

## Administrateurs de l'arrondissement
- 1818–181900Sinnhold
- 1819–000000Ernst von Pannwitz
- 0000–185000Wilhelm Moritz von Prittwitz und Gaffron
- 18500000000Hermann d'Hochberg (de)
- 1850–185300Ludwig Miketta
- 1853–188400Hermann von Hochberg
- 1884–191800Friedrich Finck von Finckenstein
- 1918–192200Achaz von Saldern (de)
- 1922–193200Paul Beyer
- 1932–193300Alfred Poppe
- 1933–194400Richard Spreu (de)
- 1944–000000Ernst Braeckow

## Constitution communale
L'arrondissement d'Habelschwerdt était initialement divisé en les villes d'Habelschwerdt, Landeck et Mittelwalde, en communes rurales et en districts de domaine. Avec l'introduction de la loi constitutionnelle prussienne sur les communes du 15 décembre 1933 ainsi que le code communal allemand du 30 janvier 1935, le principe du leader est appliqué au niveau municipal. Une nouvelle constitution d'arrondissement n'est plus créée; Les règlements de l'arrondissement pour les provinces de Prusse-Orientale et Occidentale, de Brandebourg, de Poméranie, de Silésie et de Saxe du 19 mars 1881 restent applicables.

## Stations thermales
Bad Landeck, qui fait partie de l'arrondissement et dont les sources sont connues depuis 700 ans, est l'une des plus anciennes villes thermales de Silésie. En 1802, les activités thermales commencent à Bad Langenau , à 7 km au sud d'Habelschwerdt, qui possède trois sources carbonatées et des dépôts de tourbières. Pendant un temps, Grafenort est également une station thermale avec deux sources d'eau acidulées et une source sulfureuse.
Depuis Wölfelsgrund, qui est connue comme une station climatique, il est possible de monter au Glatzer Schneeberg. L'église de pèlerinage Sainte-Marie-des-Neiges (de) sur le Spitzigen Berg à 850 m d'altitude est également accessible depuis Wölfelsgrund.

## Communes
L'arrondissement d'Habelschwerdt comprend en dernier lieu trois villes et 87 communes :
| - Alt Gersdorf - Alt Lomnitz - Alt Mohrau - Alt Waltersdorf - Alt Weistritz - Aspenau - Bad Landeck, ville - Bielendorf - Bobischau - Brand - Ebersdorf - Freiwalde - Friedrichsgrund (de) - Gläsendorf - Glasegrund - Glasendorf - Gompersdorf - Grafenort - Habelschwerdt, ville - Hain - Hammer - Heidelberg (de) - Heinzendorf - Herrnpetersdorf - Herzogswalde - Heudorf - Hohndorf - Hüttenguth - Johannesberg - Kaiserswalde | - Kamnitz - Karpenstein (de) - Kieslingswalde - Klessengrund - Konradswalde - Krotenpfuhl - Kunzendorf a.d. Biele - Langenbrück - Lauterbach - Leuthen - Lichtenwalde - Mariendorf - Marienthal - Martinsberg - Melling - Michaelsthal - Mittelwalde, ville - Mühlbach - Neißbach - Neu Batzdorf - Neubrunn - Neu Gersdorf - Neu Lomnitz - Neu Mohrau - Neundorf - Neu Waltersdorf - Neu Weistritz - Nieder Langenau - Ober Langenau - Olbersdorf | - Peucker - Plomnitz - Pohldorf - Reyersdorf - Rosenthal - Rothflössel - Schönau bei Landeck - Schönau bei Mittelwalde - Schönfeld - Schönthal - Schreckendorf - Schreibendorf - Seitenberg - Seitendorf - Spätenwalde - Steinbach - Steingrund - Stuhlseiffen - Thanndorf - Urnitz - Verlorenwasser - Voigtsdorf bei Habelschwerdt - Voigtsdorf bei Landeck - Weißbrod (de) - Weißwasser (de) - Wilhelmsthal - Winkeldorf - Wölfelsdorf - Wölfelsgrund - Wolmsdorf |

Les districts forestiers de Reinerz et Schneeberg-Bielengebirge font également partie de l'arrondissement.
Anciennes communes
- Nieder Thalheim, le 6 juin 1922 à Bad Landeck
- Grenzdorf, le 1er avril 1929 à Freiwalde
- Alt Neißbach et Neu Neißbach, le 1er avril 1929 fusionné pour former la commune de Neißbach
- Herrnsdorf et Petersdorf, le 1er avril 1938 fusionné avec la comme d'Herrnpetersdorf

## Changements de noms de lieux
Les toponymes officiels sont modifiés comme suit :
- Landeck → Bad Landeck i. Schl.
- Mittelwalde → Mittelwalde (Schles.)

## Personnalités
- Rudolf Bial (1834-1881), compositeur né à Habelschwerdt.
- Erwin Josef Ender (1937-2022); nonce apostolique né à Steingrund
- Paul Hœcker (1854-1910) ; peintre, professeur à l'Académie royale des beaux-arts de Munich et membre fondateur de la Sécession de Munich
- Michael Klahr l'Ancien (de) (1693-1742); sculpteur baroque
- Michael Klahr le Jeune (de) (1727-1807); sculpteur baroque
- Joseph Knauer (de) (1764-1844); grand-doyen du comté de Glatz et à partir de 1843 prince-évêque de Breslau
- Elias von Löwen (de) (1602–1661); médecin, mathématicien et astronome
- Aloys Schmidt (de) (1855-1939); sculpteur sur bois
- Wolfgang Vogel (de) (1925-2008); avocat
- Franz Volkmer (de) (1846-1930), directeur de séminaire et historien local
- Franz Joseph Wagner (de) (1886-1972), peintre et graphiste